# Kristina Rose
Pour les articles homonymes, voir Rose.
Tracey Quinn Perez est une actrice pornographique américaine née le 14 avril 1984 à San Diego en Californie.

## Biographie
Kristina Rose nait à San Diego et y grandit, puis passe son adolescence à Fullerton, en Californie.
Kristina commence à travailler à 18 ans dans le service clientèle d'une entreprise (site web pour adultes) mais s'y fait licencier. Elle se fait ensuite engager comme assistante de photographe, avant de s’essayer comme modèle photo. C'est en 2007, à 23 ans, qu'elle commence sa carrière en tant qu’actrice de films pornographiques.
Elle apparait aussi dans le clip vidéo Why? Where? What? du duo de rappeurs King Fantastic et pose sur le titre U.F.C de la mixtape Zero Heroes du rappeur XV.

## Filmographie sélective
- 2007 : All Girl Revue 3
- 2008 : Big Wet Asses 14
- 2008 : Lesbian Seductions 20
- 2008 : The 4 Finger Club 24
- 2009 : I Kissed a Girl and I Liked It
- 2010 : Girls Kissing Girls 4
- 2010 : The Big Lebowski: A XXX Parody
- 2011 : Belladonna: No Warning 6
- 2011 : Girls Kissing Girls 8
- 2011 : Women Seeking Women 73
- 2012 : Lesbian Adventures 5
- 2013 : Best in Ass
- 2013 : Lesbian Analingus 2
- 2014 : Strap On Anal Lesbians 2
- 2015 : I Like Girls
- 2015 : Ass Worship 13
- 2016 : Lesbian Analingus 10
- 2017 : Women Seeking Women 137
- 2018 : Girlsway Crew

## Récompenses et nominations
- 2009 : CAVR Award — Star of the Year
- 2009 : XBIZ Award nommée — New Starlet or the Year
- 2009 : Hot d’Or nommée — Best American Starlet[6]
- 2010 : AVN Award nommée — Best Anal Sex Scene - Kristina Rose: Dirty Girl (avec James Deen)
- 2011 : AVN Award – Best All-Girl Three-Way Sex Scène – Buttwoman vs. Slutwoman (avec Alexis Texas et Asa Akira)[7]
- 2011 : AVN Award – Best Couples Sex Scene – Kristina Rose Is Slutwoman[7]
- 2011 : AVN Award – Best Group Sex Scene – Buttwoman vs. Slutwoman[7]
- 2011 : XRCO Award – Superslut of the year[8]
- 2012 : AVN Award nommée — Best Three-Way Sex Scène G/G/B with Jada Stevens et Nacho Vidal - Ass Worship 13, Jules Jordan Video
- 2013 : AVN Award nommée — Best Girl/Girl Sex Scene - Kristina Rose: Unfiltered (avec Belladonna (actrice pornographique))
- 2013 : XBIZ Award nommée — Female Performer or the Year
- 2013 : XRCO Award — Orgasmic Analist[9]
- 2015 : AVN Award nommée — Best All-Girl Group Sex Scene